# 아바르어 위키백과

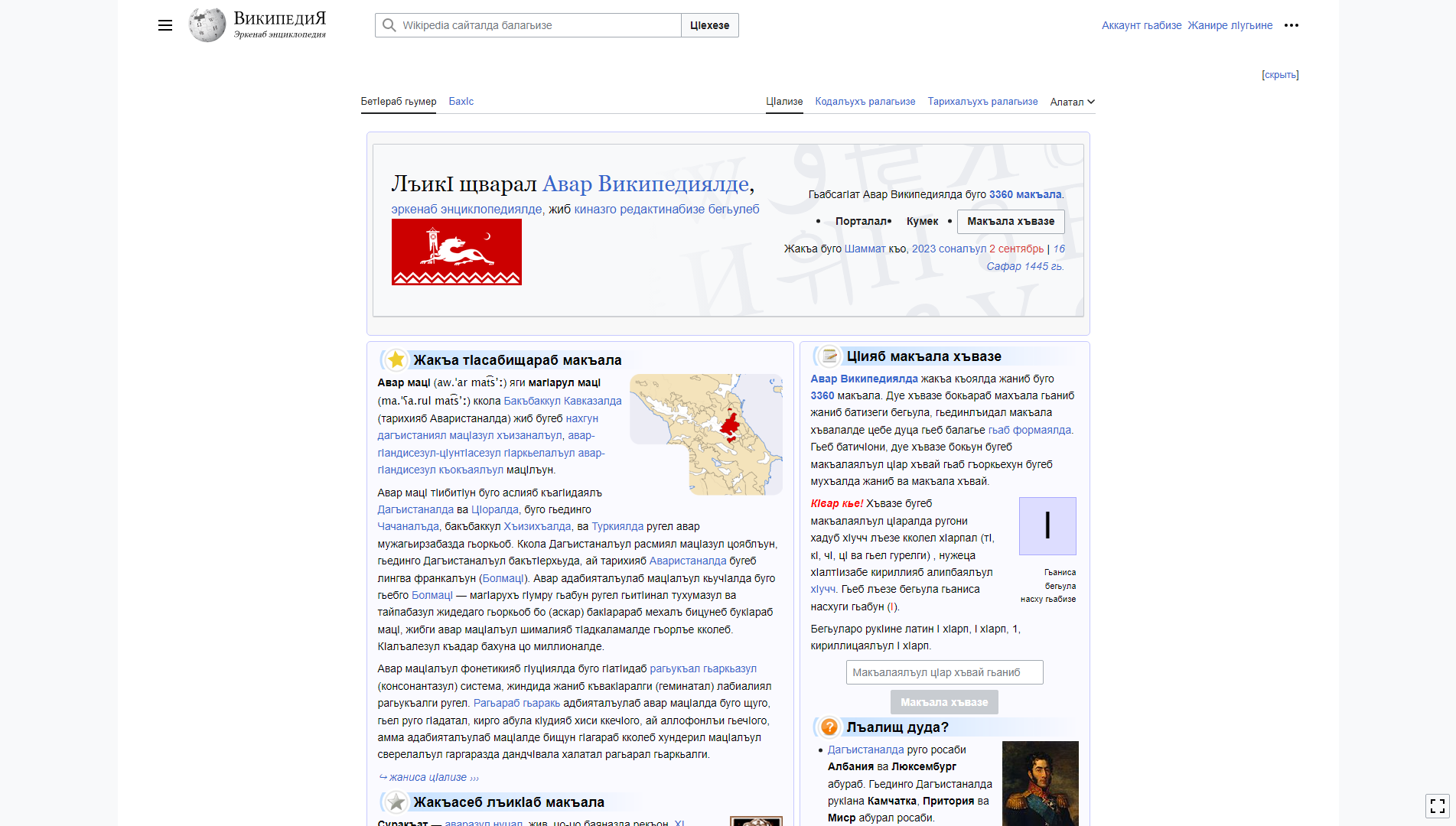

아바르어 위키백과는 아바르어로 운영되는 위키백과 언어판이다. 2005년에 시작되었다. 기호는 av이다.